# Luci Septimi
Luci Septimi (en llatí Lucius Septimius) va ser un militar romà del segle i aC. Formava part de la gens Septímia, una gens romana d'origen plebeu.
Va servir com a centurió a les ordes de Gneu Pompeu Magne en la guerra contra els pirates, i després va anar a Síria i va servir amb Aule Gabini participant en la campanya d'Egipte que va restaurar a Ptolemeu XII Auletes al tron. Gabini el va deixar a Egipte amb una força considerable per a protegir el rei i es trobava encara al país l'any 48 aC amb rang de tribú militar, quan Gneu Pompeu va fugir després de la batalla de Farsàlia cap a Egipte, Septimi va participar junt amb Aquil·les en el seu assassinat només desembarcar.